# Entre Lagos
Entre Lagos – miasto w Chile, w regionie Los Lagos, w prowincji Osorno.